# Battaglia di Luino
La battaglia di Luino fu uno degli episodi bellici della prima guerra d'indipendenza italiana che vide inoltre il primo  combattimento sul suolo italico di Giuseppe Garibaldi. Garibaldi, che era sbarcato in Italia con 1 200 uomini, era inizialmente intenzionato a militare sotto il Piemonte, ma non trovò appoggio da parte del re Carlo Alberto, e quindi si unì a Mazzini, che lo raggiunse con 3 000 uomini, Ma la marcia rasenta la Svizzera, e molti soldati disertarono, tra cui lo stesso Mazzini, e Garibaldi rimase con soli 900 uomini. Mentre cercava alloggio vide una colonna di austriaci, e l'attaccò. Inizialmente, dopo un primo attacco, gli imperiali respinsero i garibaldini, asserragliati in un albergo; poi Garibaldi fece intervenire la riserva, e il nemico fuggì.